# Viljem Linhart
Viljem Linhart, šolnik, * 18. maj 1846, grad Losensteinleiten pri Steyru, Avstrija,  † 10. januar 1932, Maria Grün pri Gradcu.

## Življenje in delo
Rodil se je v družini upravitelja Auerspergovih posestev v gradu Losensteinleitnu pri Steyru v Gornji Avstriji. Ljudsko šolo je obiskoval v Kočevju, gimnazijo pa v Novem mestu, kjer je leta 1866 maturiral. V letih 1866–1869 je na graški univerzi študiral  matematiko in prirodoslovje, prišel leta 1869 kot suplent na gimnazijo v Ljubljano, postal 1871 profesor na moškem učiteljišču v Ljubljani ter 1894 deželni šolski nadzornik za Štajersko. Vmes je bil okrajni šolski nadzornik za Kočevje, 1893 začasni vodja ljubljanskega učiteljišča in se živahno udejstvoval pri organizaciji nemštva. V Ljubljani je organiziral Nemce na Kranjskem v ljubljansko podružnico »Schulvereina«, kateri je bil predsednik. Nemško učiteljstvo na Kranjskem je leta  1872 organiziral v društvu »Krainischer Lehrerverein« in ustanovil glasilo Laibacher Schulzeitung (1873), v katerega je tudi sam dopisoval ter bil v letih 1891–1893 tudi urednik. Leta 1887 je ustanovil odbor za gradnjo nemškega dijaškega doma v Kočevju; v njegovo korist je ustanovil publikacijo Deutscher Kalender für Krain u. d. Küstenland. 